# هلیم (غذا)
هَلیم یا گندم‌با که به صورت متداول اما اشتباه حَلیم (که در عربی به آن هریسه گفته می‌شود)نیز گفته می‌شود، از غذاهای سنتی منطقهٔ خاورمیانه است که با گوشت و گندم یا بلغور یا جو پخته می‌شود. هلیم انواع گوناگونی دارد که مواد اولیه‌شان با یکدیگر متفاوت است؛ اما برای تهیهٔ هلیم گندم از گندم پوست‌گرفته و کوبیده‌شده، پیاز و گوشت سردست گوساله یا گوسفند و مقداری روغن استفاده می‌شود. رنگ هلیم با افزودن ادویه‌جات مانند دارچین و شکر عوض می‌شود.
این غذا معمولاً به عنوان صبحانه یا در ماه محرم یا در ماه رمضان به عنوان افطاری و سحری مصرف می‌شود و با سرشیر، دارچین، کنجد، نمک، شکر و گوشت ریزشدهٔ مرغ یا بوقلمون تزئین می‌گردد.
یک پیمانه هلیم داری ۱۵۰ کالری و در صورت مخلوط شدن با شکر، می‌تواند تا ۳۰۰ کالری انرژی داشته باشد.

## هلیم قزوین
در ایران، هلیم قزوین شهرت زیادی دارد. به طوری که هلیم قزوین در فهرست میراث ملی ناملموس کشور قرار گرفته است و در شهرهای دیگر مانند تهران، هلیم را با عنوان تبلیغاتی «هلیم قزوین» به فروش می‌رسانند.

## حلیم شوشتر
حلیم شوشتر از قرنهای گذشته تا کنون یکی از حلیم‌های مشهور ایران بوده است که به‌طور سنتی در شهر شوشتر پخته شده و معمولاً همراه با سرشیر یا گاهی شکر و دارچین میل می‌شود. جمال الدین حلاج شیرازی نویسنده قرن ۹ هجری، در ذکر غذاهای معروف هر شهر در آن زمان، حلیم (هریسه) را غذای معروف شوشتر دانسته و در شعری چنین می‌سراید:
| هریسه ز شُشتر به شب ره برید |

| که تا صبحگاهی به لشکر رسید |

علاوه بر نوع معمول حلیم گندم که سفیدرنگ است، نوع دیگری از حلیم سنتی به نام قُلقُل نیز در شوشتر پخته می‌شود که زرد رنگ است و حبوبات نیز در پخت آن به کار می‌رود. مهارت پخت قُلقُل به شماره ۱۹۹۴ در فهرست میراث ناملموس ایران ثبت شده است. در شوشتر و شهرهای جنوب غرب ایران، هلیم به‌صورت حلیم نوشته و تلفظ می‌شود.

## غذاهای مشابه

### هاریسا
هاریسا (خوراک)، نوعی هلیم است که در ارمنستان و کردستان تهیه می‌شود و در کردی به آن هه‌لیسه یا هه‌ریسه گفته می‌شود. ارمنی‌ها آن را با گوشت مرغ، گوسفند یا گاو، و کُردها آن را با گوشت بوقلمون یا گوسفند درست می‌کنند و با روغن سرو می‌کنند.

### غُلور
در افغانستان خوراک مشابهی تهیه می‌شود که غلور نام دارد. غلور ترش از رایج‌ترین انواع آن است. انواع دیگر آن عبارتند از غلور ترش مرغ، غلور ترش گوشت تازه، غلور ترش کوفته، غلور ترش قورمه، غلور ترش سفر و اشکنه غلور ترش. غلور هم چنین در استان خراسان جنوبی و استان سیستان و بلوچستان طبخ می‌شود.

#### غلور زابلی
غلور زابلی (همچنین معروف به هلیم زاهدانی) یک غذای نذری است که در استان خراسان جنوبی، بیرجند و زابل در مناسبت‌های مذهبی مانند عاشورا، تاسوعا، اربعین و ۲۸ صفر تهیه می‌شود. این غذا نوعی حلیم است که با بلغور گندم، گوشت گوساله، نخود، لوبیا چیتی، عدس، سیر، پیاز و ادویه‌های مختلف تهیه می‌شود.
برای تهیه غلور زابلی، ابتدا بلغور و حبوبات را از شب قبل خیس کرده و سپس هر کدام را جداگانه می‌پزیم. گوشت را نیز به صورت آبگوشتی خرد کرده و با پیاز و ادویه‌ها تفت می‌دهیم. سپس گوشت را با مقداری آب می‌پزیم. در ادامه، سیر و زنجبیل رنده شده، عدس، لوبیا و نخود نیم‌پز شده را به بلغور در حال پخت اضافه می‌کنیم. پس از پخت کامل حبوبات و بلغور، گوشت پخته شده را ریش‌ریش یا له کرده و به همراه آب گوشت و آب قلم به قابلمه اضافه می‌کنیم. در نهایت، زعفران دم‌کرده غلیظ را به مواد اضافه کرده و پس از ۳۰ دقیقه، غلور زابلی آماده سرو است.
در تهیه غلور زابلی می‌توان از روغن حیوانی یا کره به جای روغن مایع استفاده کرد. همچنین، اضافه کردن عصاره یا آب قلم به غلور زابلی اختیاری است اما باعث لعابدارتر و خوشمزه‌تر شدن حلیم می‌شود. برای جلوگیری از ته گرفتن غلور، باید حرارت را روی حالت ملایم قرار داده و مواد را مدام به هم زد. در صورت تمایل، می‌توان از کمی آرد برای غلظت بیشتر غلور استفاده کرد. برخی افراد علاوه بر له کردن گوشت، حبوبات پخته شده را نیز قبل از افزودن به غلور زابلی می‌کوبند تا غذا در نهایت یکدست شود.
غلور زابلی را می‌توان با کشک یا پیاز داغ تزیین کرده و سرو کرد. در برخی شهرها، از دارچین و شکر نیز برای تزیین استفاده می‌شود.